# Šalupa

Šalupa s vratiplachtou
(a vrcholovou plachtou) na hlavním stěžni a kosou plachtou vpředu.

Šalupa (francouzsky chaloupe, šalúp) je jednostěžňová plachetnice s podélným oplachtěním určená především k příbřežní plavbě. Stěžeň šalupy je umístěný blíže k přídi, než v případě kutru, takže umožňuje použití přední kosé plachty.

## Plachetnice

Šalupa s bermudskou plachtou na hlavním stěžni a kosou plachtou vpředu.

Šalupy vznikly v 17.–18. století jako spojovací, dopravní nebo rybářská plachetnice s ostrou přídí a zrcadlovou zádí. Typickou hlavní plachtou pro šalupy je historicky čtyřúhelníková vratiplachta, která může být doplněna o vrcholovou plachtu. Od 18. století se začala na šalupách používat trojúhelníková bermudská plachta a takové oplachtění má většina dnešních rekreačních plachetnic.

## Válečná loď
Ve válečném námořnictvu to byla válečná loď pro operace blízko břehu, velikostí mezi korvetou a fregatou. Po druhé světové válce ji v americkém námořnictvu nahrazují lodi pro boj u pobřeží (Littoral Combat Ship, LCS).